# MÚSECA
『MÚSECA』（ミュゼカ）は、コナミアミューズメント（2016年10月まではコナミデジタルエンタテインメント）が2015年12月10日に発売したアーケードゲーム。BEMANIシリーズのひとつとして稼働されている。2018年6月26日よりオフライン稼働対応キット導入筐体へのアップデートが行われ、対応筐体はオフラインでも稼働が可能となった。2018年7月31日に前述のキットを適用していない筐体のサービスが終了したが、その後も対応筐体であればオンライン・オフライン共に稼働は可能。

## 概要

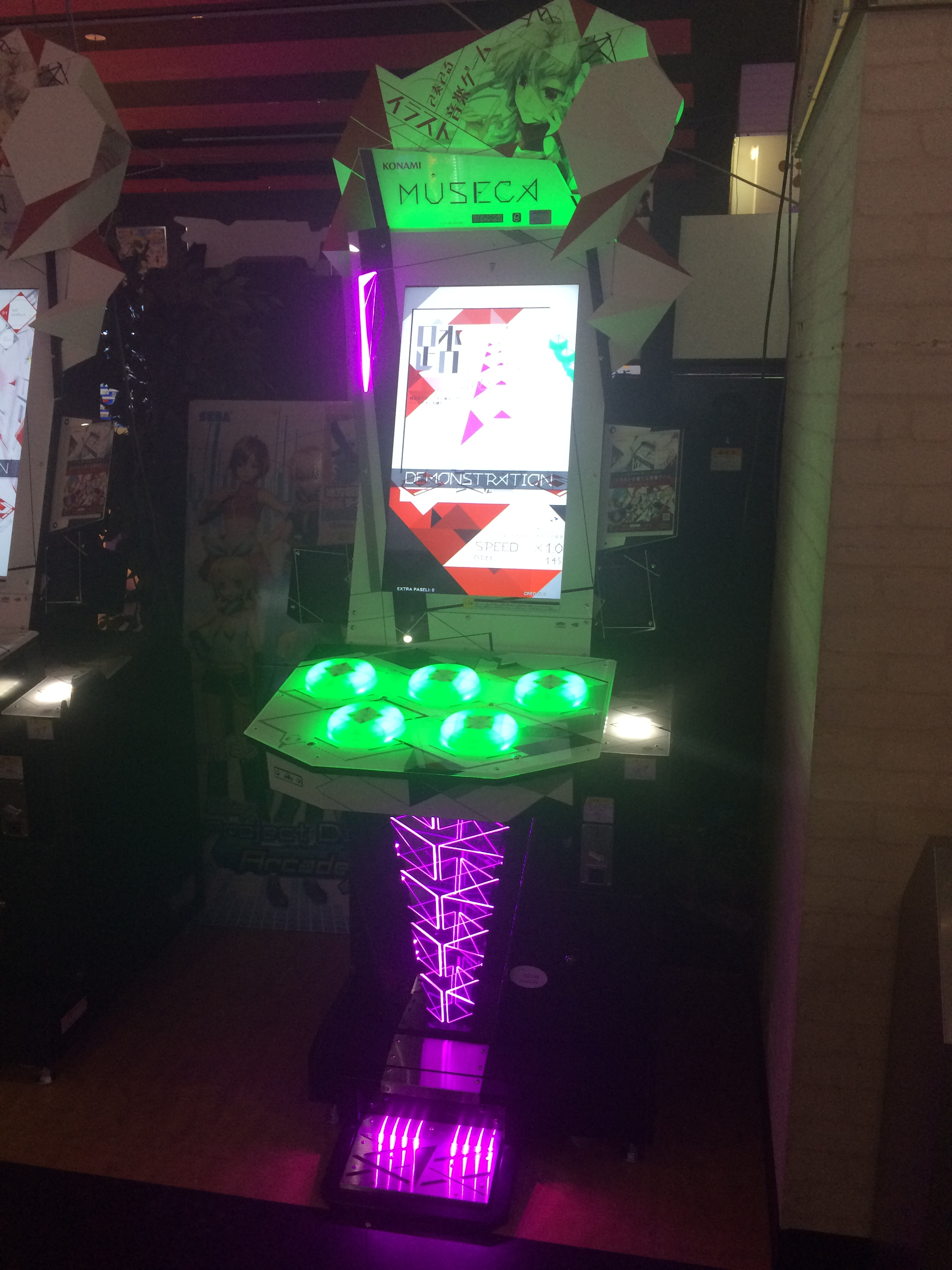
MÚSECA

音楽ゲームとイラストの融合をコンセプトとしている。
稼働に先駆け、2015年6月19日から3日間ロケテストが行われていた。
プレイヤーは見知らぬ世界に迷い込んだ探索者となり、特殊な能力を持ったイラスト・Grafica（詳細は後述）を入手・解放していくことが目的となる。
2018年6月26日よりオフライン稼働対応キット導入筐体へのアップデートが行われ、対応筐体はオフラインでも稼働が可能となった。

## シリーズ作品
MÚSECA（ミュゼカ）
シリーズ1作目。2015年12月10日稼働開始。
MÚSECA 1+1/2（ - イチトニブンノイチ）
シリーズ2作目。2016年7月27日稼働開始。

## ゲームシステム
『SOUND VOLTEX』等のように、奥から手前に迫るエフェクトノーツを演奏する形になっている。操作デバイスは画面前面に設置された上段3個・下段2個のボタンと、筐体下部にあるフットペダルの計6種類である。
判定はCRITICAL/NEAR/ERRORの3種類であり、ERRORを出すことでコンボが途切れる。全てのノーツをCRITICALもしくはNEARの判定で処理して完奏すると「CONNECT ALL」となる。

### ノーツの種類
ヒットオブジェクト
ノーツが判定ラインに重なるタイミングで該当するボタンを押す。形状は斜めの正方形で、上段のノーツは水色、下段のノーツは黄色で描かれている（以下同様）。
チャージオブジェクト
ノーツが判定ラインに重なるタイミングからノーツがかかっている間、該当するボタンを長押しする。
スピンオブジェクト
ノーツが判定ラインに重なるタイミングで該当するボタンを回す。形状は渦巻。
ストームオブジェクト
ノーツが判定ラインに重なるタイミングで該当ボタンを勢いよく回す。成功すると、オブジェクトがブーメランのように飛んで戻ってくるエフェクトが出る。
ディレクショナルスピンオブジェクト
スピンオブジェクトの上位版。指定する方向にボタンを回さないとERRORとなる。渦の上に矢印が指定されている。
キックオブジェクト
ノーツが判定ラインに重なるタイミングからノーツがかかっている間、フットペダルを踏み続ける。

### Grafica
特殊な能力を持つイラスト。描かれているモチーフは人間が大半だが、動物・神・ロボットなど多岐に渡る。テーマや効果によって10の世界（属性）に分けられている。
「MÚSECA」では、STORYのMISSIONのクリア・ログインスタンプで自動的に入手できるほか、楽曲プレイ前にいくことができるGraf. HOLEと呼ばれる場所でCOLORISと呼ばれる報酬を消費しても入手できる。「MÚSECA 1+1/2」では、解放ミッションをクリアすることでGraficaを入手することができる。
プレイ開始前に3個まで使用するGraficaを設定することができる。
Graficaには「スキル(初代MUSECAではGIFT)」を持つものがあり、各楽譜に設定されている「ギフテッドエリア」と呼ばれる箇所に入ったところで自動的に発動する。カットインの後、楽譜の後方に大きくGraficaに描かれたキャラクターが表示される。ギフテッドエリアを抜けるまで、対応したGraficaの効果が発動し続けている。
「MÚSECA」では設定するGraficaの種類によって、クリアの難易度・プレイ時の譜面のエフェクト・スコアの増減・クリア後の報酬の増減などを大きく左右するため、このゲームにおける重要な要素と言える。「MÚSECA 1+1/2」ではその制度は撤廃され、解放ミッションのクリアに関わる描画力と固有スキルのみがステータスとして存在する。

## 世界
各Graficaや楽曲はそれぞれテーマに応じて10の世界（属性）が設定されている。世界名は漢字一文字で表されている。
然
自然、植物、動物、半獣、亜人、モンスター、弱肉強食、恐竜、怪物、鬼
機
機械、ロボット、高度文明、兵器、金属、鉄、武器、科学、汚染、荒廃
魔
魔法、占術、呪術、幻想、4大元素、科学、異能、杖、グリモアール、超常現象
電
電脳、電子、仮想空間、ネットワーク、工学、01、2進数、基盤、アーキテクチャ、サイバー
月
霊魂、精霊、幻、精神世界、夢現、おぼろげ、スピリチュアル、アカシックレコード、心霊、輪廻、意識
神
神話、伝説、天使、悪魔、童話、メルヘン、昔話、英雄、神殿、古代
愛
平和、友愛、幸福、慈悲、萌え、恋慕、喜び、調和、善良
闘
屈強、武闘、闘争、信念、極める、力、漢、戦士、兵士、軍人、心技体、武勇
煌
貴族、権力、統治、燦爛、王、姫、騎士、甲冑、中世
未
未到、未知、不明、未知数、不確定、現代、混沌、個人、会社、社会
なお、他作品のキャラクターのGraficaは「未」世界に分類され、ライセンス楽曲や他機種からの移植楽曲は世界設定そのものが設定されていない。
「MÚSECA 1+1/2」で新たに「PASSION」「COOL」「NATURAL」「PURE」「DARK」の5つのタイプが追加された。解放ミッションで対象の弱点となるGraficaを選択すると、そのGraficaの描画力が通常の1.3倍になる。

## 登場キャラクター
イリル（ILLIL）
声 - 内田真礼
プレイヤーが目覚めた先で最初に出会う少女。キュレーターと呼ばれる探索者であり、Graficaの捜索・解放を目的としている。プレイヤーにGraficaを扱う素質があることを見抜き、自分の所属する組織に案内する。
一部のGraficaは声優によるボイスが付いている。以下、声優付きのGraficaを記載。
- 「♮のおうじさま」ナチュレオ / 声 - 一木千洋
- 「傲岸不遜な若き蛇」八重垣 命 / 声 - 松井桃子
- 「ROARRRR!」マグナス・ブリッツェン / 声 - 藤本たかひろ
- 「謎の文学少女」しおり / 声 - 川上莉央
- 「カクテルマジック」リキュア / 声 - 和多田美咲
- 「きらめく創造」メリリィ / 声 - 大和田仁美
- 「Spark chute！」ロクミ / 声 - 高戸靖広
- 「cheerful」Maica / 声 - 長久友紀
- 「fascination」Yuica / 声 - 下地紫野
- 「仮面の伯爵」オーキヌス / 声 - 山本圭一郎
- 「コネクトリング」コネクトガール / 声 - 平沢恵水
- 「R-I-N」RIDERUCA / 声 - 斉木美帆
- 「鉢入り娘」丹子 / 声 - 佐々木愛
- 「お掃除天使」きらり / 声 - 一木千洋
- 「繋がるセカイ」ミーム / 声 - 大和田仁美
- 「人を惑わし無邪気な戯れ」メリー・ラ・テラス / 声 - 和多田美咲
- 「落ち込まないで、僕たちがいるよ 〜My Best Friend〜」ミカエールと愛する仲間たち / 声 - 蟹江俊介
- 「SMASH！」アクセル・レッドブランド / 声 - 新井良平
- 「貴女様の為に」パパラチア・マーガレット / 声 - 津賀有子
- 「ambivalent」オリガ / 声 - 下地紫野
- 「EXTREME」HARUKA / 声 - 柳井久代

以下は『1+1/2』より追加登場。
- 「ポーネ」ボーネ / 声 - 佐々木愛
- 「休憩」マデレイン / 声 - 柳井久代
- 「レッドカーペット」レッドカーペット / 声 - 服部想之介
- 「彼の花の名は」JOMANDA / 声 - DJ YOSHITAKA